# Кунта-Кинте (остров)
Остров Кунта-Кинте (англ. Kunta Kinteh Island; в 1661—2011 годах — остров Джеймс, англ. James Island) — небольшой фортифицированный необитаемый островок на реке Гамбия, примерно в 30 км от впадения её в Атлантический океан.

## История

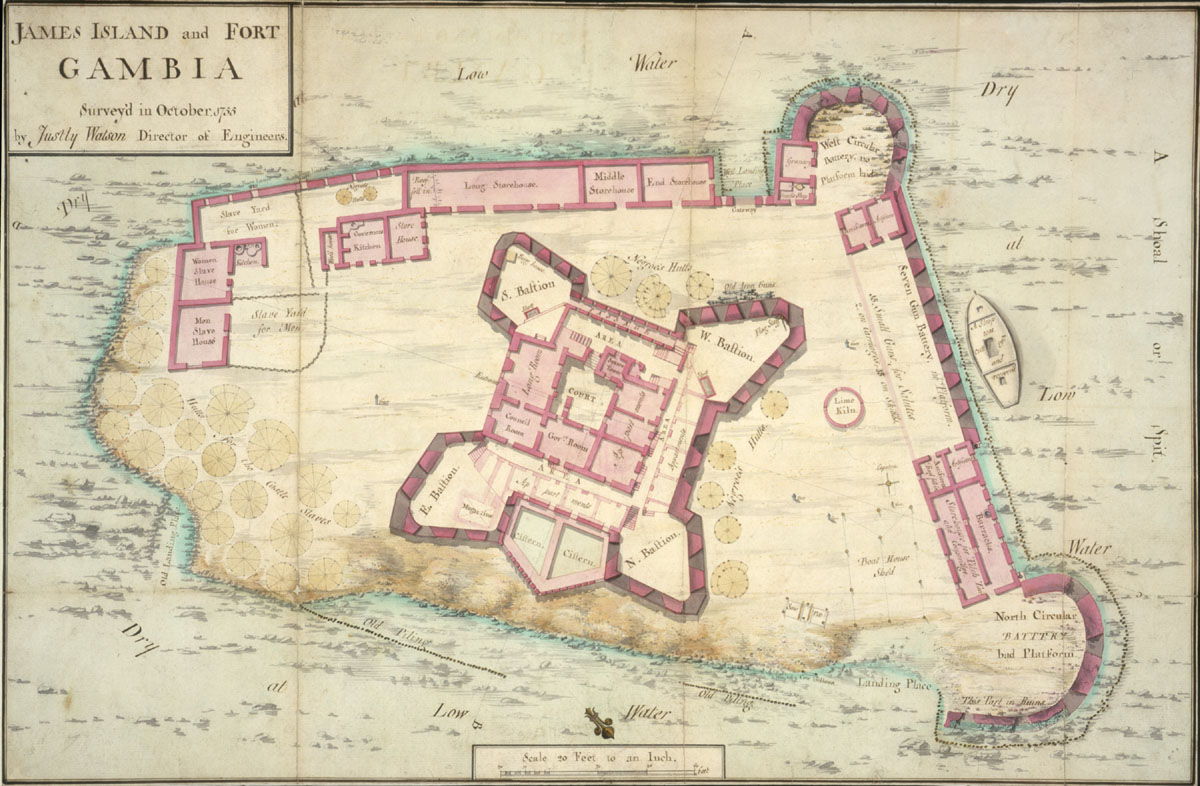
Карта острова, 1755 год

Первое укреплённое поселение европейцев на острове было основано герцогством Курляндским в 1651 году. Остров святого Андрея был не единственной заморской колонией герцогства (колония на острове Тобаго существовала на протяжении 1654—1659, и повторно в 1660—1689).
В 1661 году остров был захвачен англичанами, которые дали ему современное название. Использовался в качестве базы для вывоза из Западной Африки золота, слоновой кости и чёрных невольников.
В 1695 году форт Джеймс был захвачен Францией. Был возвращён Англии в 1697 году, затем снова отошёл Франции в 1702 году. В 1779 году форт был заброшен.
В 2003 году остров Джеймс вместе с несколькими другими укреплениями колониального периода внесён в список Всемирного наследия ЮНЕСКО.
6 февраля 2011 года остров был переименован в Кунта-Кинте в честь героя романа Алекса Хейли «Корни», в котором автор проследил историю своей семьи на две сотни лет назад вплоть до африканских предков из Гамбии.